# 29 Eridani
29 Eridani är en gulvit stjärna i huvudserien i stjärnbilden Eridanus. 
Stjärnan har visuell magnitud +6,73 och kräver fältkikare för att kunna observeras. Den befinner sig på ett avstånd av ungefär 245 ljusår.